# Андрю Крисчън
„Андрю Крисчън“ (на английски: Andrew Christian) е американски производител на мъжко бельо, бански и спортно облекло.

## История
Андрю Кричсчън стартира линията за мъжко бельо през 1997 г. и избира кръст за негово лого. Той продава своите дрехи в местните бутици. През 2006 г. бизнесът му се разраства значително.
През сезон 2008/2009 компанията започна да прави дрехи за жени, както и за мъже. През 2013 г. тя разшири линиите на спортно облекло.